# Bánh mì đen

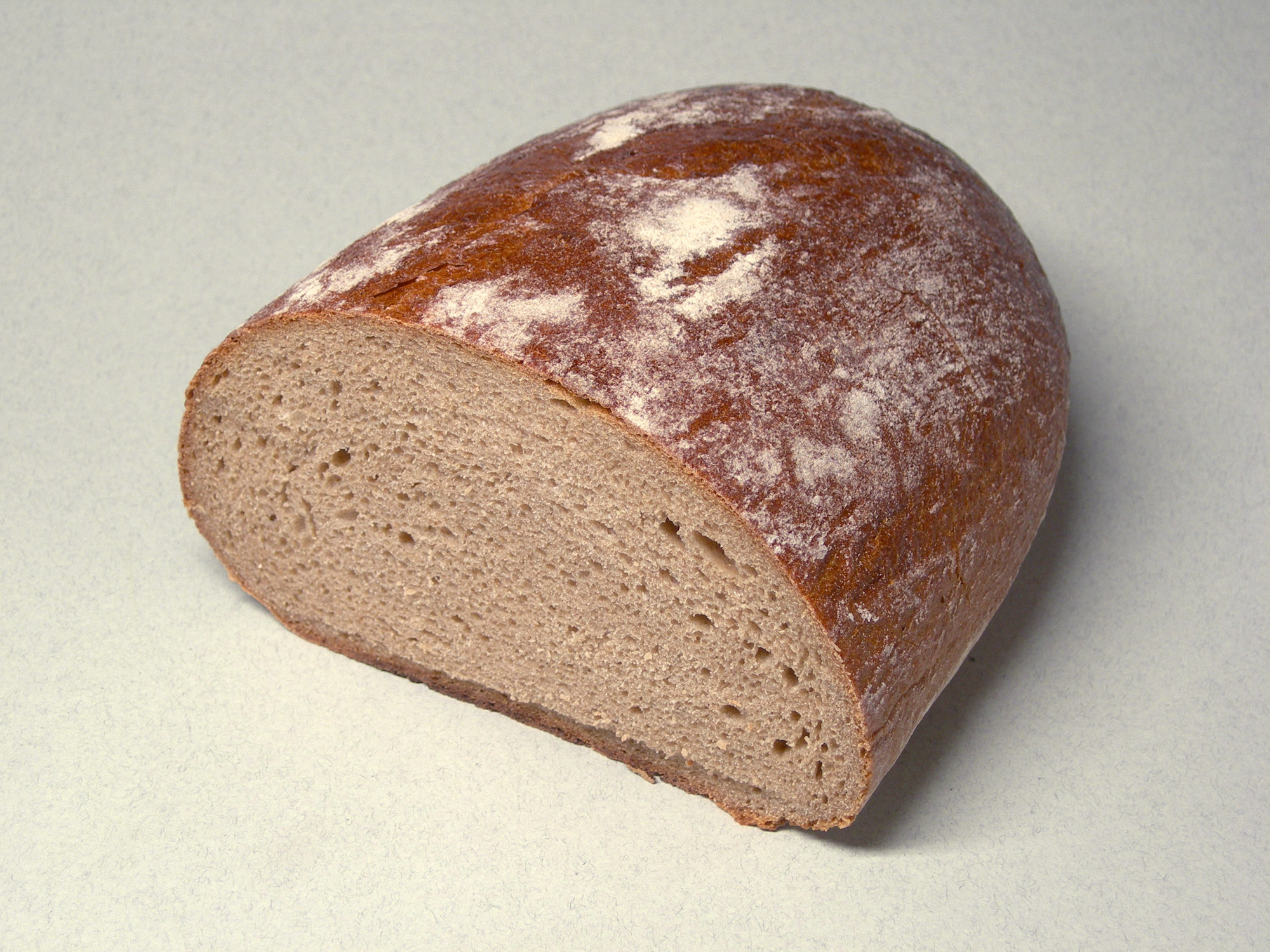
Một nửa ổ bánh mì đen

Bánh mì đen hay bánh mì lúa mạch là một loại bánh mì được chế biến nhào bột bằng tỷ lệ khác nhau của bột mì từ hạt lúa mạch đen. Nó có thể được chế biến sao cho sáng màu hoặc tối màu, tùy thuộc vào các loại bột được sử dụng. Loại bánh này thường dày hơn so với bánh mì làm từ bột mì và chứa chất xơ cao hơn so với nhiều loại bánh mì khác và thường đậm màu, đậm đà hương vị. Sự góp mặt của bột lúa mạch đen đã tạo nên màu sắc hấp dẫn và khác lạ của loại bánh mì này.

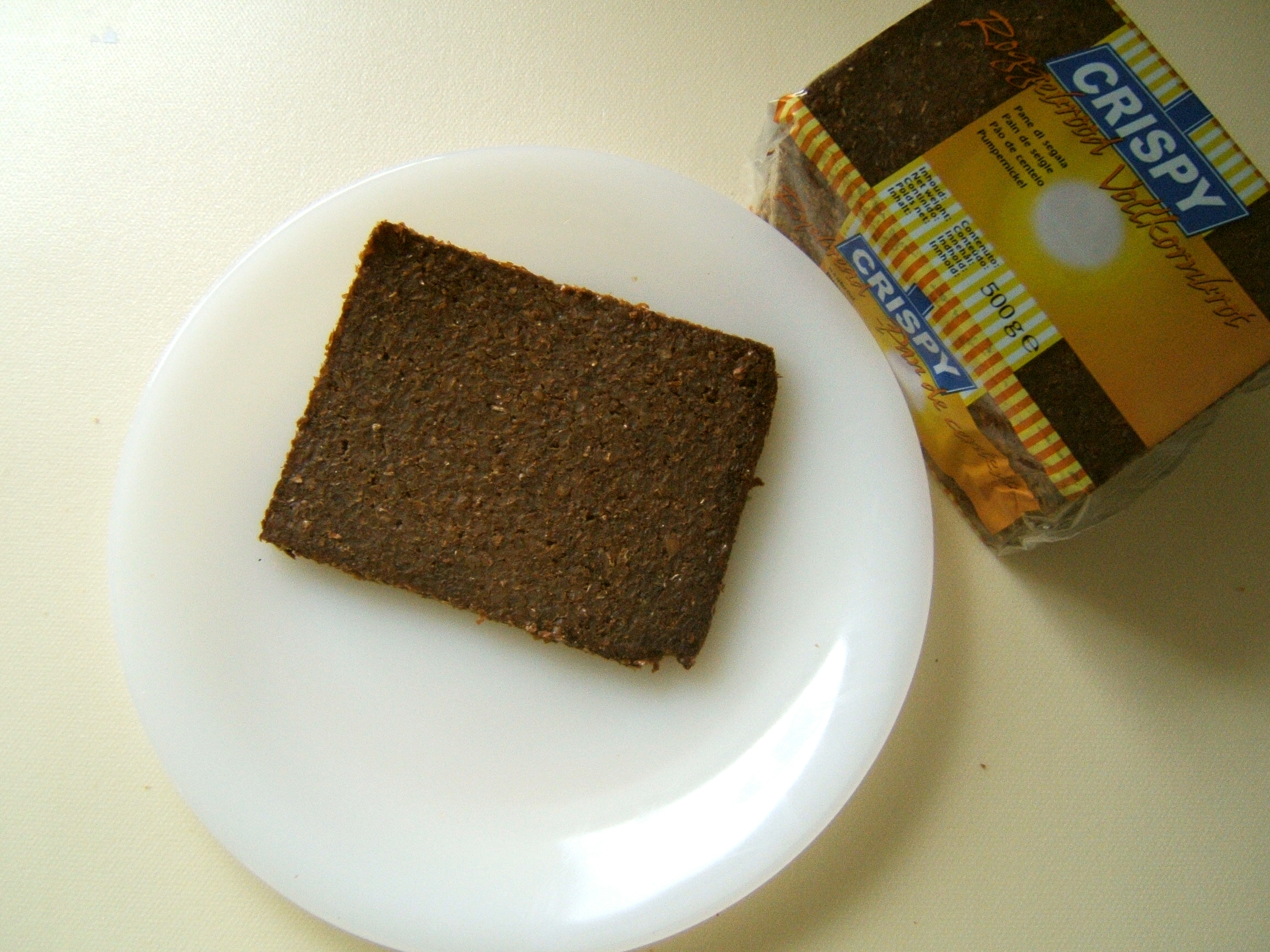
Bánh mì Pumpernickel (Đức)

## Sức khỏe
Bành mỳ đen rất tốt cho những người muốn giảm hoặc giữ cân vì chúng có nhiều chất xơ, ít ngọt và béo hơn bánh mì trắng. So sánh với bánh mì trắng, bánh mì đen có Chỉ số Glycemic thấp hơn, có nghĩa là nó chỉ tăng ít mức đường trong máu, tốt cho những người bị bệnh tiểu đường.